# Place des Lices (Vannes)
Pour les articles homonymes, voir Place des Lices.
La place des Lices est la principale place publique du centre-ville de Vannes (Morbihan). Elle accueille un marché bi-hebdomadaire et est entourée de commerces.

## Localisation
La place des Lices est un espace allongé et en pente, de plan irrégulier, s'étendant dans le centre historique de Vannes. Elle communique au nord avec la cathédrale de Vannes (par la rue de la Monnaie) et au sud avec le port (par la rue Saint-Vincent et la porte Saint-Vincent). Elle est aussi en relations directes avec la place du Poids public et avec les remparts.
La place mesure environ 200 mètres de longueur, pour une largeur moyenne de 25 mètres, soit une superficie d'environ 0,5 hectare.

## Histoire
Au IIIe ou IVe siècle, Vannes se dota de fortifications pour se défendre contre les Germains. Ces murailles formaient un triangle dont une des pointes était située au niveau de la place des Lices actuelle.
En 1380, le duc de Bretagne Jean IV fit construire une nouvelle enceinte et bâtir un nouveau château. Le champ de manœuvres du château, demeuré non construit, est devenu la place des Lices. La place tire son nom des nombreux tournois qui s'y sont déroulés au Moyen Âge. En 1381, devant le duc Jean, cinq chevaliers français y vainquirent cinq chevaliers anglais. En 1418, saint Vincent Ferrier, venu d'Espagne, vint prêcher sur la place des Lices et décéda à Vannes l'année suivante.

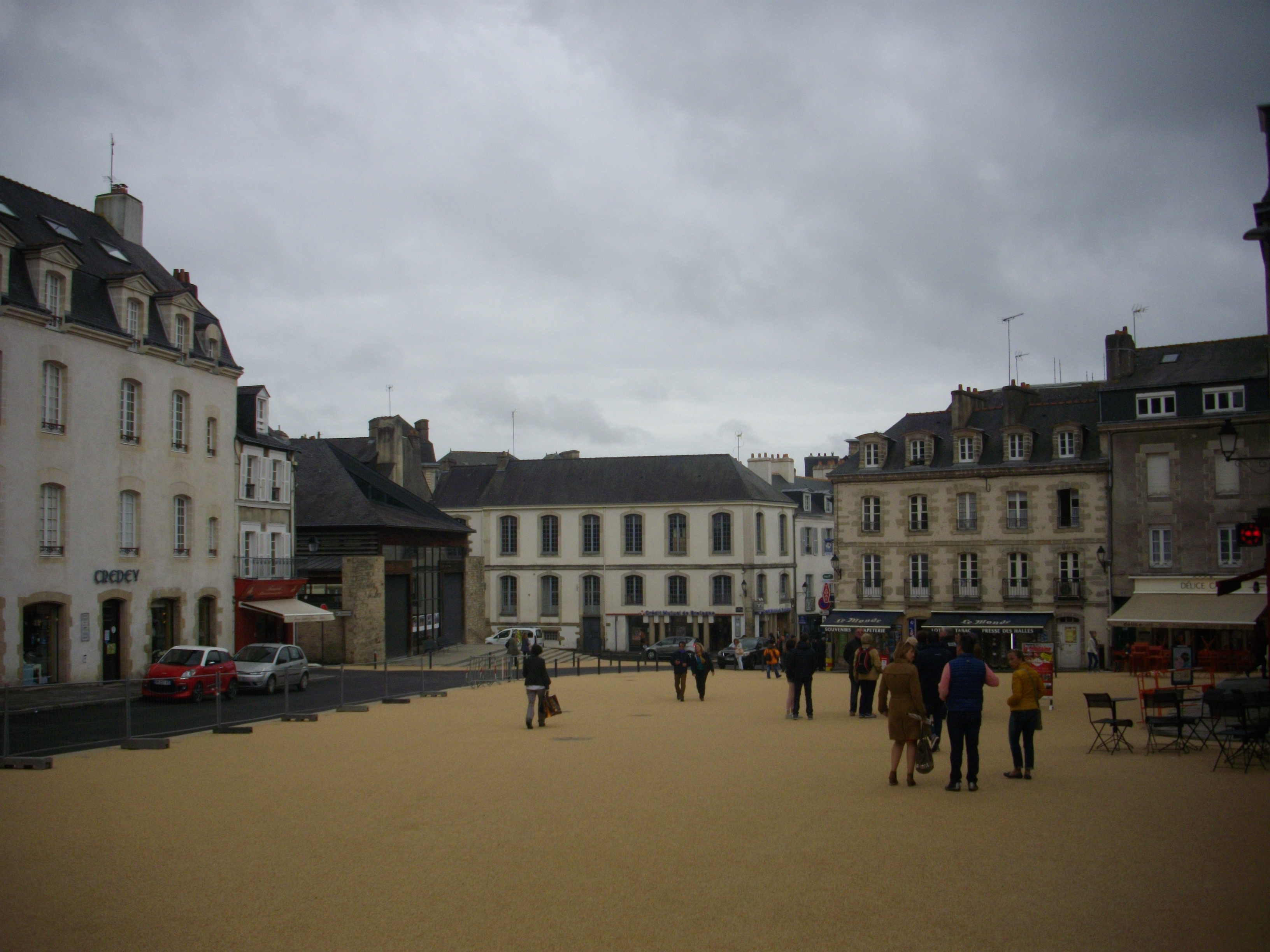
La place des Lices, en mai 2017, après reconfiguration.

En 2017, la place est entièrement reconfigurée et retrouve sa vocation de place piétonne. 45 places de stationnement existante depuis les années 1960 sont supprimées. En parallèle, un nouveau parking à enclos de 56 places situé rue du Rempart est créé en décembre 2016 afin de faciliter le roulement des véhicules.

## Activités
La place des Lices est le siège d'une intense vie commerciale. Un marché public bi-hebdomadaire s'y tient les mercredis et les samedis et on y trouve des halles de 700 m2.

## Monuments
Parmi les bâtiments de la place qui présentent un intérêt architectural ou patrimonial figurent notamment l'hôtel de Francheville (XVIIe siècle), remarquable pour son échauguette, et la maison sise au n°11, qui dispose d'une tour disposant d'un escalier à vis. Ces deux bâtiments sont inscrits comme Monuments historiques.

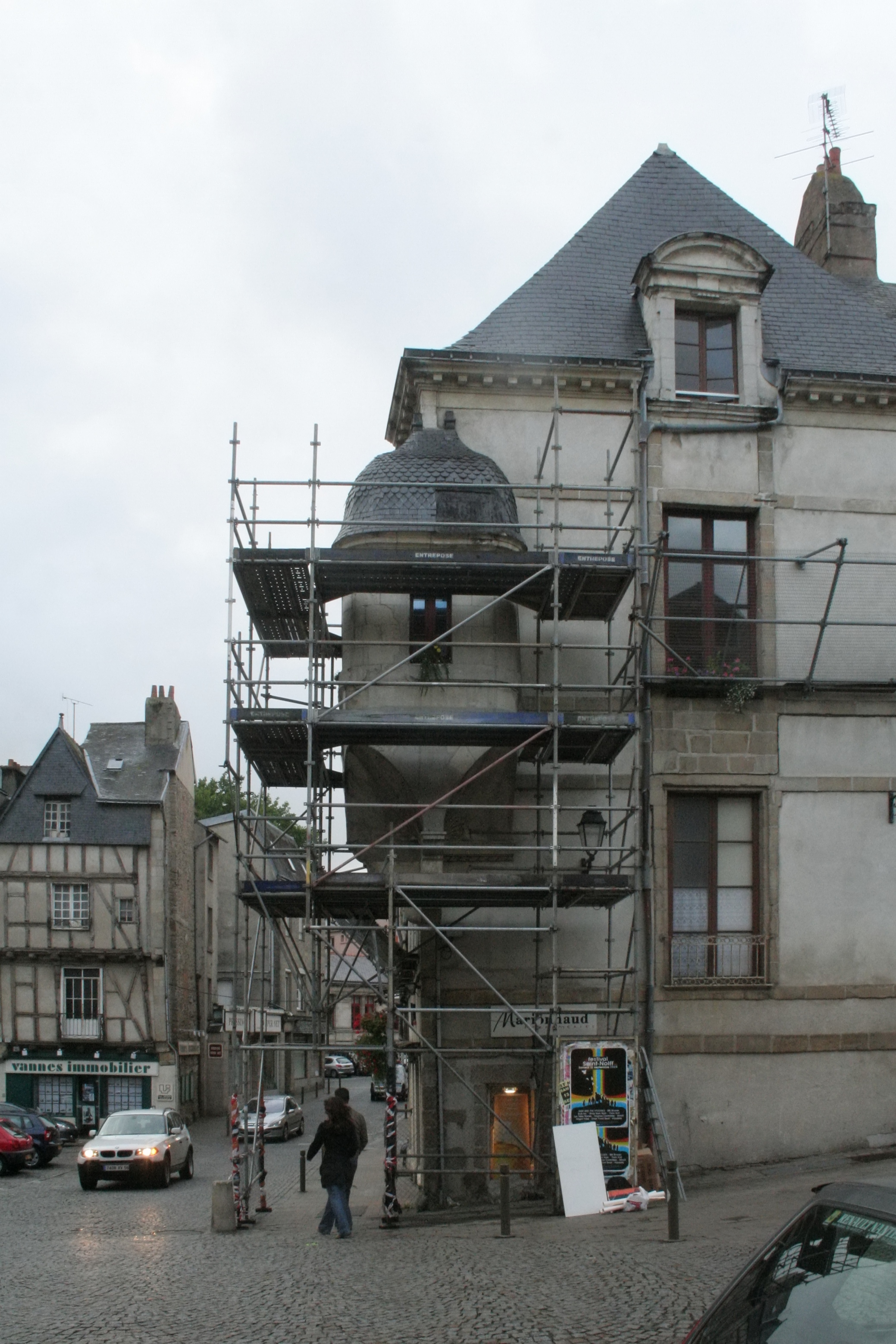
Hôtel de Francheville, en restauration.
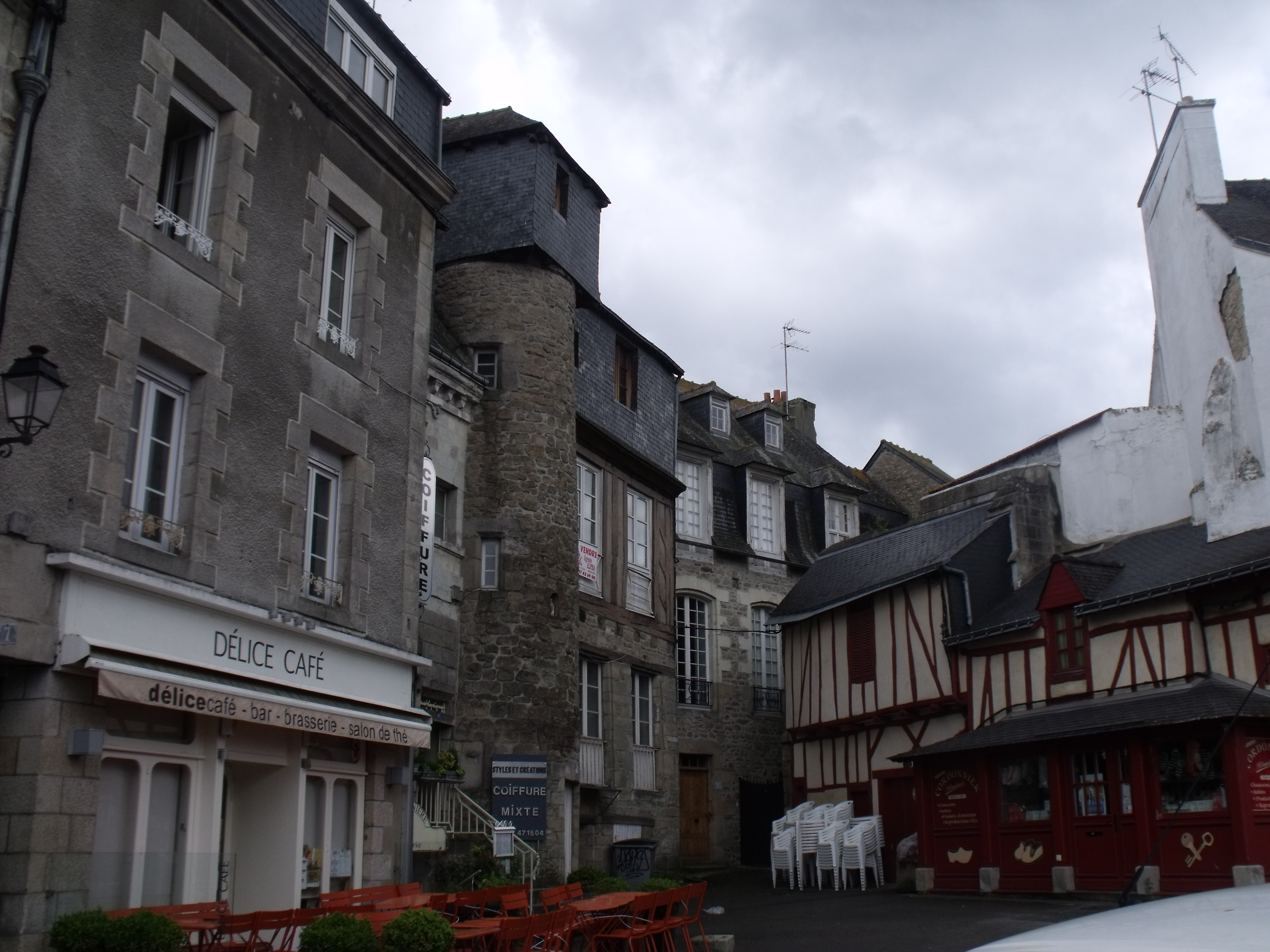
Maison, 11 place des Lices.
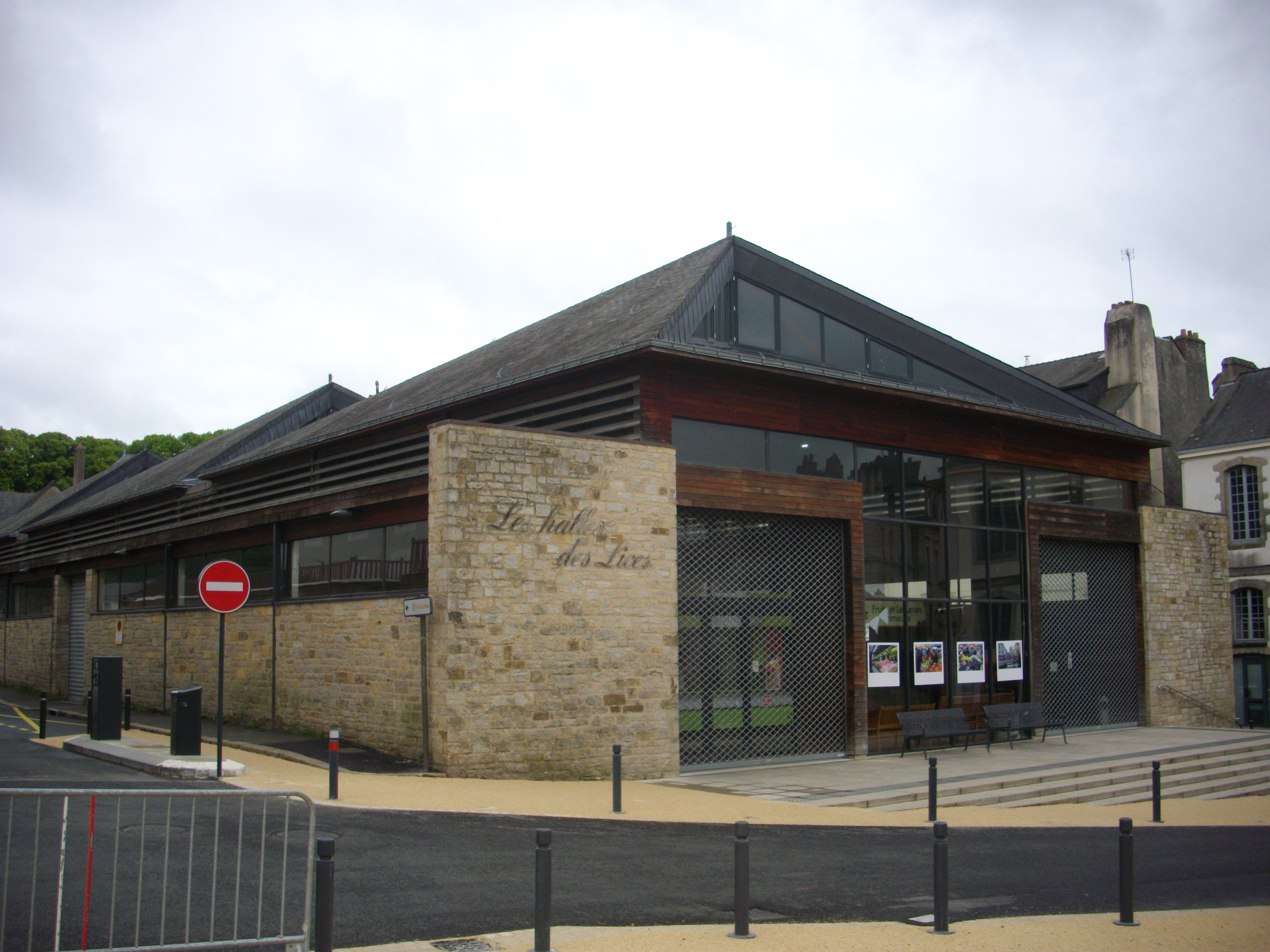
Halles des Lices.